# Natal'ja Zubarevič
Natal'ja Vasil'evna Zubarevič (in russo Наталья Васильевна Зубаревич?; Mosca, 7 giugno 1954) è un'economista russa, specializzata nello sviluppo socio-economico delle regioni, nota per la teoria delle "Quattro Russie". Dal 2005 è docente del Dipartimento di economia e geografia sociale della Russia all'Università statale di Mosca. Direttore del programma regionale della Onlus autonoma “Istituto Autonomo di Politiche Sociali”, esperta del Programma di Sviluppo delle Nazioni Unite e dell'ufficio di Mosca dell'Organizzazione internazionale del lavoro.

## Biografia
Il padre è un ingegnere petrolifero. Ha trascorso la sua infanzia nel villaggio di Jarega in una miniera di petrolio sotterranea nella Repubblica dei Comi, poi la famiglia si è trasferita a Uchta, quindi a Syktyvkar.
Nel 1976 si è laureata presso il Dipartimento di Geografia Economica dell'URSS della Facoltà di Geografia dell'Università Statale di Mosca. Vi ha poi insegnato dal  1977. Nel 1990 si è laureata in scienze geografiche con la tesi "Studio socio-geografico della situazione abitativa nelle aree rurali della RSFSR".
Nel 1998-2004 è stato professore associato, dal 2005 è professore presso il Dipartimento di geografia economica e sociale della Russia presso la Facoltà di geologia dell'Università statale di Mosca, dove tiene lezioni su “Geografia della sfera non produttiva”, “Problemi moderni dello sviluppo regionale”, “Nuove direzioni nella geografia sociale”. Dal 2003 affianca all'insegnamento l'attività di direttore del programma regionale dell'Istituto indipendente per le politiche sociali. Il programma "Atlante sociale delle regioni russe" aiuta ricercatori, investitori, politici, insegnanti e studenti. Con il suo aiuto, si può vedere la gravità dei problemi esistenti nelle regioni, valutare il capitale umano e le infrastrutture sociali e conoscere le tendenze moderne nello sviluppo regionale.
Dal 2010 è membro a pieno titolo dell'Associazione dei geografi sociali russi (ARGO), membro del Consiglio di esperti ARGO.
Partecipa costantemente come leader ed esecutore responsabile ai programmi del Ministero dello sviluppo economico e del commercio della Federazione Russa, del Ministero del lavoro e della protezione sociale, nonché a progetti e programmi internazionali, inclusi i progetti del Programma di sviluppo delle Nazioni Unite, Ufficio di Mosca dell'Organizzazione internazionale del lavoro ("Strategia per la riduzione della povertà in Russia", "Strategia per lo sviluppo di genere in Russia"), Programma TACIS e "Monitoraggio delle riforme regionali nella Federazione Russa"), Fondo per i progetti sociali della Banca mondiale ("Sviluppo di una metodologia per la formazione di un modello per lo sviluppo dell'infrastruttura sociale della regione").
Su invito di organizzazioni internazionali, Zubarevič tiene anche lezioni in Kazakistan, Kirghizistan, Azerbaigian, Ucraina, Paesi Bassi, Germania.
Nel 2018 è diventata membro della giuria di esperti del Premio della Società geografica russa.
Nel settembre 2020 ha firmato una lettera a sostegno delle proteste in Bielorussia.

## La teoria delle Quattro Russie
La professoressa Zubarevič è l'autrice della "teoria delle Quattro Russie", da lei sviluppata a partire dal modello centro-periferia dello sviluppo spaziale  che esiste nella geografia economica dagli anni '70. La Russia, in termini socio-economici, è internamente eterogenea, divisa in città relativamente sviluppate e una provincia arretrata.
- Russia-1 comprende Mosca e le città con oltre un milione di abitanti, dove vive il 21% della popolazione russa. Dodici città del paese sono principalmente società postindustriali (ad eccezione di Omsk, Perm', Čeljabinsk, Volgograd e Ufa), concentrano la classe media della Russia. La principale migrazione interna è diretta a queste città: i milionari attirano la popolazione delle loro regioni, mentre Mosca attira persone da tutto il paese. In questa categoria possono rientrare città con una popolazione superiore a 500 000 o superiore a 250 000 abitanti (dove vive il 36% della popolazione del Paese). Queste persone hanno accesso al lavoro, al mercato, alla cultura e a Internet.
- Russia-2 comprende le città industriali, le città monoindustriali, con una popolazione da 20 000 a 250 000 abitanti (oltre a città industriali più grandi come Togliatti, Čerepovec, ecc.). La popolazione di queste città, che costituisce il 25% della popolazione del paese, è impiegata principalmente nell'industria, è scarsamente istruita e continua a condurre, secondo l'autrice, uno "stile di vita sovietico" . La solvibilità della popolazione è bassa.
- Russia-3 comprende l'entroterra russo come piccole città e villaggi, dove vive il 38% della popolazione totale del paese. In queste località la popolazione sta diminuendo e invecchiando.
- Russia-4 comprende le repubbliche del Caucaso settentrionale e della Siberia mediorientale (Tuva, Repubblica dell'Altaj, Territorio dell'Altaj) che rappresentano meno del 6% della popolazione del paese. L'economia di queste regioni dipende dal sostegno del centro federale.[2]

## Opere
È autrice, coautrice e curatrice scientifica di numerose monografie, tra cui:
- Zubarevič N. V., Evoluzione dei rapporti tra il Centro e le Regioni della Russia: dai conflitti alla ricerca del consenso, Ed. D.
- Azraela, E. Paina, N. Zubarevič Complesso-Progresso, 1997
- Alekseev A. I., Zubarevič N. V., Kuznecov O. V.  Differenze regionali e sviluppo umano: un rapporto sullo sviluppo del potenziale umano nella Federazione Russa., 1998, Programma di Sviluppo delle Nazioni Unite
- Zubarevič N. V., Dinamica della produzione industriale sulla mappa della Russia // Mercato dei titoli, 1999
- Alekseev A.I., Zubarevič N.V., La crisi dell'urbanizzazione e delle campagne della Russia // Migrazione e urbanizzazione nella CSI e nei Paesi baltici negli anni '90. /Ed. Zh A. Zayonchkovskaya. — Adamant, 1999
- Regione come soggetto di politica e pubbliche relazioni / a cura di N. V. Zubarevič. - Fondo scientifico pubblico di Mosca, 2000 p. 224
- Zubarevič N. V., Sviluppo sociale delle regioni della Russia: problemi e tendenze del periodo di transizione, Editorial URSS, 2003 (riedizioni: 2005, 2007)
- Russia delle Regioni: in quale spazio sociale viviamo? /Ed. N. V. Zubarevich, Pomatur, 2005 p. 280
- Zubarevič N. V., Grandi affari nelle regioni della Russia: strategie di sviluppo territoriale e interessi sociali, Istituto indipendente di politica sociale, 2005
- Zubarevič N. V., Regioni della Russia: disuguaglianza, crisi, modernizzazione, Istituto indipendente di politica sociale, 2010 - ISBN 978-5-903599-10-3

## Premi e riconoscimenti
- Medaglia Internazionale Leontief (2009). Assegnato per i risultati nell'analisi economica regionale e nella fondatezza delle riforme economiche regionali in Russia.[3]
- Premio NN Baranskij (2015). Premiata come parte del team del libro di testo "Russia: geografia socio-economica".
- Premio Egor Gajdar (2016). Premiata nella nomination "Per l'eccezionale contributo al campo dell'economia".[4]

## Vita privata
Sposata, ha una figlia.